# Список правителей королевства Гвент
Король Гвента — правитель раннесредневекового валлийского королевства Гвент.
правители в Каэр-Венте и в Порт-Ис-Коеде (князья кантревов Гвент Ис-Коед и Гвент Йух-Коед]])
- Дивнуал ап Эднивед ап Анун ап Максен Вледиг (его жена Елена верх Эйдав Хен ап Эйнит Ведиг) или Карадок ап Мейрхион ап Оуайн ап Кинвелин ап Карадок ап Эйнит Вледиг
- Инир Гвент
- Итон ап Инир Гвент
- Карадог ап Инир
- Инир II ап Карадок
- Итон ап Инир около 560-600 годов

правители в Каэр-Леоне (верховные правители)
- Туатал ап Анун ап Максен Вледиг
- Тейтрин ап Туадал
- Тейтвальт ап Тейтрин
- Теудриг Мученик (до 527 года)
- Мейриг ап Теудриг (527 - 575)
- Атруис ап Меуриг (и.о. до 573)
- Ител ап Атруис
- Моргани Великий (возможно 643?)
- Морган Богатый ( до 654 года)
- Атруис ап Морган (до 663 года)
- Ител II ап Артуис
- Морган Щедрый или сын Артруиса II (До 710/715/730/735 года)
- Ител III ап Морган (примерно 710-750)
- Фернфаел ап Ител (755—775)
- Артуир ап Фернфаел (775—810)
- Идваллон ап Гургант (810—842)
- Ител ап Артуир (842—848)
- Меуриг ап Хивел (848—849)
- Меуриг ап Артфаел (849—860)
- Фернфаел ап Меуриг (860—880)
- Брохфаел ап Меуриг (880—920)
- Оуайн ап Хивел (920—930)
- Каделл ап Артфаел (930—943)
- Морган ап Оуайн (942—955)
- Ноуи ап Гуриад (955—970)
- Артфаел ап Ноуи (970—983)
- Родри ап Элисед (983—1015), сын Элиседа ап Ноуи
- Грифид ап Элисед (983—1015), его брат
- Эдвин ап Гуриад (1015—1045)
- Меуриг ап Хивел  (1045—1055)
- Грифид ап Лливелин (1055-1063)
- Кадуган ап Мейриг (1063-1074)
- Карадог ап Грифид (1074-1081)
- Иестин ап Гургант (1081-1093)